# SP-91
A Rodovia Francisco Von Zuben (SP-91), também conhecida como Rodovia Campinas-Valinhos, é uma rodovia transversal do estado de São Paulo, administrada pelo Departamento de Estradas de Rodagem do Estado de São Paulo (DER-SP).

## Denominações
Recebe as seguintes denominações em seu trajeto:
Nome:	Francisco Von Zuben, Rodovia
- De - até:	Campinas - Valinhos
- Legislação: LEI 3.125 DE 26/11/81

## Descrição
Principais pontos de passagem: Valinhos - Campinas

## Características

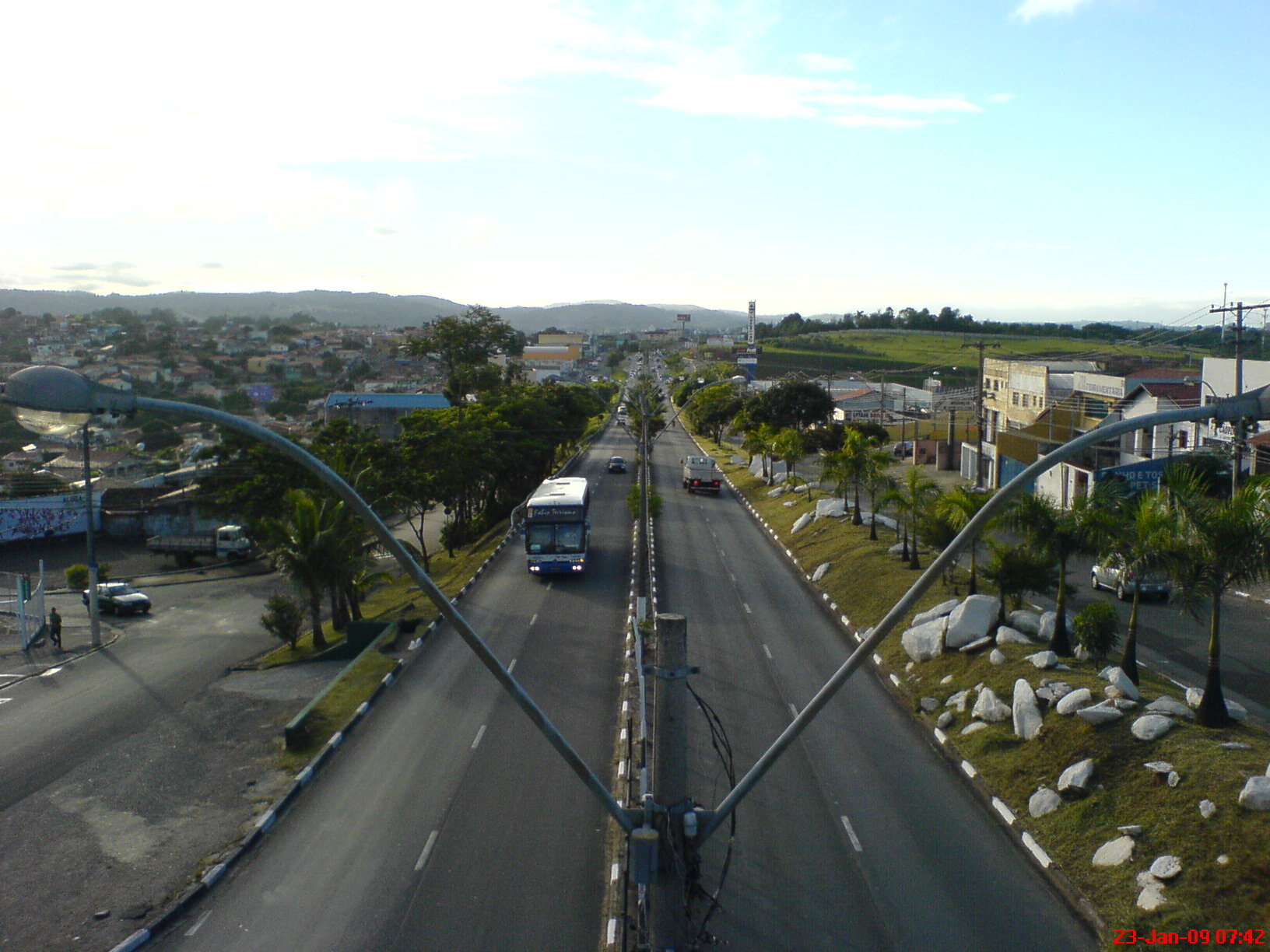
Trecho da SP-91 sentido Valinhos.

### Extensão
- Km Inicial: 89,400
- Km Final: 93,900

### Localidades atendidas
- Valinhos
- Campinas